# HD 93129

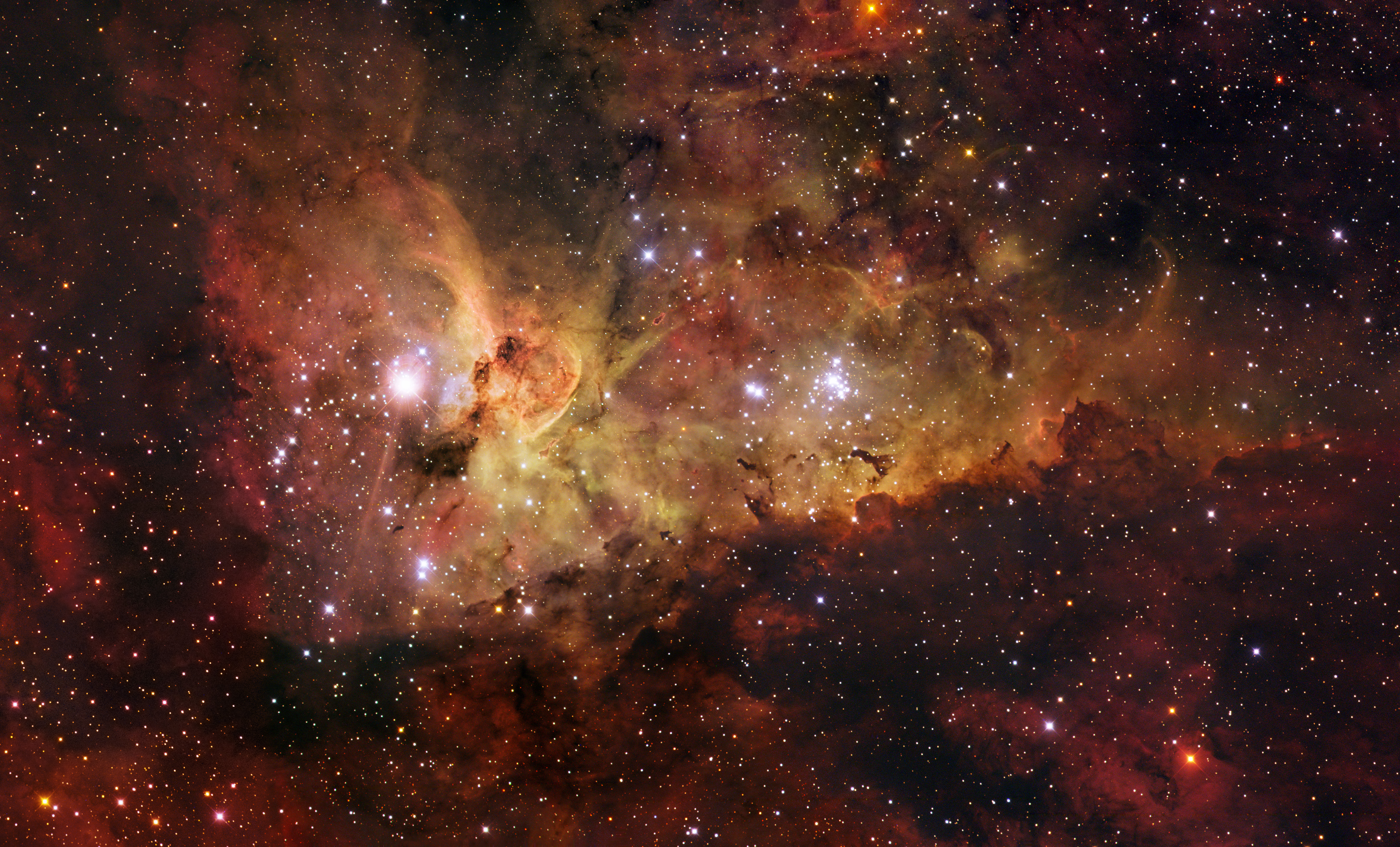
Туманність HD 93129 або Ета Кіля. Фото належить ESO

HD 93129 —  подвійна зоряна система в  сузір'ї Кіля. Це одна з  найпотужніших зірок у  Чумацькому Шляху. Перший компонент — блакитний гіпергігант з масою і радіусом 120—127 і 25 сонячних відповідно і віком близько мільйона років. Другий компонент системи має схожі характеристики. Компоненти знаходяться на середній відстані 8000  а.о.. один від одного і обертаються навколо загального  центру мас, здійснюючи повний оберт за 50 000 років. Система лежить приблизно за 7500  світлових років від Землі й розташована в дифузній туманності NGC 3372.

## Інтернет-ресурси
Вікісховище має мультимедійні дані за темою: HD 93129
- http://jumk.de/astronomie/big-stars/hd-93129a.shtml [Архівовано 3 вересня 2013 у WebCite]
- http://simbad.u-strasbg.fr/simbad/sim-id?Ident=HD%2093129A [Архівовано 2 лютого 2016 у Wayback Machine.]